# Esslingen-Mettingen
Esslingen-Mettingen – stacja kolejowa w Esslingen am Neckar, w kraju związkowym Badenia-Wirtembergia. Znajdują się tu 2 perony.